# HD163379
HD163379 — хімічно пекулярна зоря спектрального класу A9, що має видиму зоряну величину в смузі V приблизно  8,8.
Вона  розташована на відстані близько 1062,4 світлових років від Сонця.

## Пекулярний хімічний склад
Зоряна атмосфера HD163379 має підвищений вміст 
Cr
.